# Metallabscheidung
Stellt man massives Metall oder eine Metallschicht aus einer Metallverbindung her, so wird dies Metallabscheidung genannt. Zumeist wird dabei ein Metallsalz zum Metall reduziert. Dies kann durch eine chemische Reaktion mit einem Reduktionsmittel oder durch elektrochemische Reduktion bei der Elektrolyse erfolgen. Ein Sonderfall ist die thermische Zersetzung einer Verbindung, z. B. die Abscheidung von Arsen bei der Marshschen Probe.
Ähnliche Vorgänge kommen bisweilen auch im natürlichen Umfeld vor, etwa bei Kupfer-Lagerstätten (Red-Bed) in Katanga.

## Elektrolytische Metallabscheidung
Die elektrolytische Metallabscheidung ist von großer technischer Bedeutung, einmal zur Gewinnung vieler Metalle, etwa von Aluminium; sie erfolgt zumeist durch die Schmelzflusselektrolyse. Ferner dient sie in der Galvanik zur Herstellung metallischer Schichten, oft zum Korrosionsschutz.

### Grundlagen
Bei der Elektrolyse eines Elektrolyten, der verschiedene Metallionen enthält, werden zunächst die Metalle abgeschieden, die an einer höheren Stelle in der elektrochemischen Spannungsreihe stehen. Dabei müssen auch die Konzentrationsabhängigkeit des Abscheidepotentials gemäß der Nernst-Gleichung und eventuelle Überspannungen beachtet werden.

### Technisches
Technische Elektrolysen werden oft mit hohen Stromstärken ausgeführt, weshalb Hochstromtransformatoren eingesetzt werden. Außerdem muss die Wechselspannung für die Elektrolyse in Gleichspannung umgewandelt werden.

### Einfluss des pH-Wertes

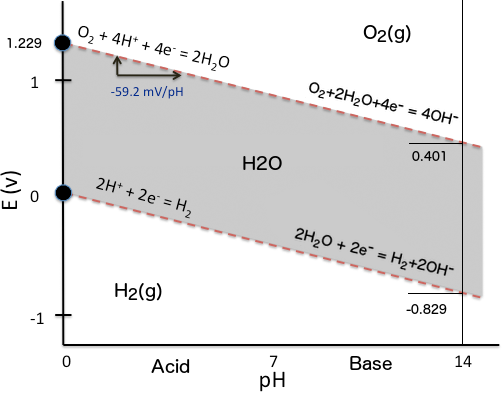
Pourbaix-Diagramm von Wasser. Für eine gute Stromausbeute muss das Potential bei der Metallabscheidung innerhalb des grauen Bereichs liegen.

Als Konkurrenzreaktion zur Metallabscheidung aus wässriger Lösung, etwa bei der Galvanik, kann auch die Bildung von Wasserstoff erfolgen. Dadurch wird der Strom- und Elektrolytverbrauch erhöht. Außerdem entsteht der elementare Wasserstoff meist in Form von Gasblasen, die die Metallabscheidung lokal blockieren können.
Die Wasserstoffentwicklung erfolgt durch die Reduktion von H+, welches in Säuren als H3O+ gelöst ist:
{\displaystyle {\ce {2H+ + 2e^- -> H2}}}
Die Konzentration der H3O+-Ionen wird auch mit Hilfe des pH-Wertes angegeben.
Bei der Abscheidung von Edelmetallen aus der Lösung ihrer Salze ist die Wasserstoffbildung vernachlässigbar. Die Abscheidung von Metallen, die unedler sind als Wasserstoff, ist schwierig, da die Wasserstoffbildung als Konkurrenzreaktion überwiegen wird. Dementsprechend wird die Stromausbeute klein. Dabei müssen aber zum einen Überspannungsbeträge ({\displaystyle U_{\mathrm {ueH_{2}} }}) und zum anderen der pH-Wert beachtet werden. Durch Einsetzen in die Nernst-Gleichung kommt man zur Forderung, dass ein Metall X nur dann mit guter Stromausbeute abgeschieden werden kann, wenn gilt:
{\displaystyle E_{\frac {\mathrm {X} ^{n^{+}}}{\mathrm {X} }}^{0}+{\frac {U_{\mathrm {Nernst} }}{n}}\cdot \lg \;c_{\mathrm {X} ^{n+}}\geq -U_{\mathrm {Nernst} }\cdot \mathrm {pH} +U_{\mathrm {ueH_{2}} }}
mit
- dem Normalpotential {\displaystyle E_{\frac {\mathrm {X} ^{n^{+}}}{\mathrm {X} }}^{0}} der Metallabscheidung (und der Metallauflösung) des Metalls X
- der Äquivalentzahl {\displaystyle n} der Abscheidungsreaktion des Metalls
- dem dekadischen Logarithmus {\displaystyle \lg }
- der Konzentration des Metallions {\displaystyle c_{\mathrm {X} ^{n+}}}
- dem Nernst-Faktor {\displaystyle U_{\mathrm {Nernst} }}, der zwischen 22 °C und 26 °C einen Wert von 59 mV hat. In diesem Temperaturbereich lautet die Gleichung

{\displaystyle E_{\frac {\mathrm {X} ^{n^{+}}}{\mathrm {X} }}^{0}+{\frac {0{,}059\,\mathrm {V} }{n}}\cdot \lg \;c_{\mathrm {X} ^{n+}}\geq -0{,}059\,\mathrm {V} \cdot \mathrm {pH} +U_{\mathrm {ueH_{2}} }}
Die linke Seite dieser Ungleichung bezieht sich auf das betrachtete Metall, die rechte Seite auf Wasserstoff. Die graphische Darstellung der pH-Abhängigkeit, wie sie auch in der Gleichung auftritt, erfolgt im Pourbaix-Diagramm.

## Chemische Metallabscheidung
Ein wichtiges Beispiel ist die Herstellung eines Silberspiegels durch Reduktion von Silbersalzen.

## Weblink
- Untersuchungen zur elektrochemischen Metallabscheidung, bei Institut für Elektrochemie, Uni Ulm